# Stinkers Bad Movie Awards
The Stinkers Bad Movie Awards (anciennement connu sous le nom de Hastings Bad Cinema Society) était un groupe de cinéphiles et de critiques de cinéma basé à Los Angeles qui se consacrait à honorer les pires films de l'année.

## Historique

### Fondation
Les fondateurs Mike Lancaster et Ray Wright ont créés les Stinkers Bad Movie Awards, qui étaient une parodie des Academy Awards (Oscars). Les Stinkers étaient similaires aux Golden Raspberry Awards (Razzie Awards), qui ont débuté quatre ans après les Stinkers. En plus des catégories habituelles auxquelles on peut s'attendre dans une parodie aux Oscars (pire film, pire acteur, etc.), les Stinkers proposaient d'autres catégories telles que le pire faux accent, comédie la plus douloureusement drôle, les effets spéciaux les moins «spéciaux» et la pire coiffure à l'écran,. Contrairement aux Razzies, les Stinkers n'ont pas organisé de cérémonie de remise de prix.

### Les premiers scrutins desStinkers
Les premiers bulletins de vote des Stinkers ont été distribués au public en 1997. Dans les années qui ont suivi, les Razzies et les Stinkers se sont rarement mis d'accord sur une liste de nominés ou de gagnants. Les Stinkers ont d'abord ouvert leur vote au grand public, mais ont vite découvert que la plupart des personnes interrogées n'avaient pas vu beaucoup de films inscrits sur le bulletin de vote et votaient souvent pour la personne qu'ils détestaient le plus.
En 2001 les Stinkers créent les 100 Years, 100 Stinkers: The Worst Films of the 20th Century (en), une liste qui parodiait la liste AFI's 100 Years...100 Movies,. L'année suivante, les Stinkers ont réalisé un trophée spécial représentant une chasse d'eau miniature entourée d'un film pour l'acteur comique Tom Green. Les Stinkers ont inclus en 2003 une autre catégorie spéciale pour la pire performance d'un enfant, dédiée au jeune acteur Spencer Breslin.
En 2004, les Stinkers ont adopté une méthode plus sélective pour obtenir des votes. Ils ont démantelé leurs adhésions et ont proposé des bulletins de vote sur invitation uniquement à un petit groupe sélectionné de cinéphiles et de critiques, qui avaient vu la majorité des films au cours de l'année.

### Fermeture
Fin janvier 2007, à la suite de l'annonce des gagnants de l'année 2006, le site Web de Stinkers a annoncé qu'il serait officiellement fermé après dix ans d'existence sur Internet.

## Catégories de récompense
- Pire film (Worst Picture)
- Pire performance d'un acteur dans un rôle principal (Worst Performance by an Actor in a Lead Role)
- Pire performance d'une actrice dans un rôle principal (Worst Performance by an Actress in a Lead Role)
- Pire performance d'un acteur dans un second rôle (Worst Performance by an Actor in a Supporting Role)
- Pire performance d'une actrice dans un second rôle (Worst Performance by an Actress in a Supporting Role)
- Pire sens de l'orientation (Worst Sense of Direction)
- Pire scénario (Worst Screenplay)
- Pire scénario pour un film rapportant plus de 100 millions de $ avec Hollywood Math[11] (Worst Screenplay for a Film Grossing Over $100 Million Worldwide)
- Pire film de comédie (Comédie la plus douloureusement drôle) (Most Painfully Unfunny Comedy)
- Pire couple à l'écran (Worst On-Screen Couple)
- Pire casting (Worst On-Screen Group)
- Pire coiffure à l'écran (Worst On-Screen Hairstyle)
- Faux accent le plus ennuyeux (Most Annoying Fake Accent)
- Pire performance d'un enfant dans un rôle principal (Worst Performance by a Child in a Featured Role)
- Pire suite (Worst Sequel)
- La suite que personne ne réclamait (The Sequel Nobody Was Clamoring)
- Pire remake (Worst Remake)
- Pire résurrection d'une émission de télévision (Worst Resurrection of a TV Show)
- Pire chanson d'un film (Worst Song in a Motion Picture)
- Bande originale la plus intrusive (Most Intrusive Musical Score)
- Pires effets spéciaux (Effets spéciaux les moins «spéciaux») (Least "Special" Special Effects)
- Sortie directe en vidéo la plus importune (Most Unwelcome Direct-to-Video Release)
- Pire réalisation en animation (Worst Achievement in Animation)
- Pire film d'animation (Worst Animated Film)
- Film le plus surestimé (Most Overrated Film)
- Film d'horreur le moins effrayant (Least Scary Horror Movie)

## Palmarès

### The Stinkers Bad Movie Awards 2005

#### Pire suite
- Le Cercle 2 (The Ring Two)

#### Film d'horreur le moins effrayant
- Le Cercle 2 (The Ring Two)

### The Stinkers Bad Movie Awards 2006

#### Pire actrice
- Amanda Bynes pour le rôle de Viola Hastings dans She's the Man

#### Faux accent féminin le plus ennuyeux
- Amanda Bynes pour le rôle de Viola Hastings dans She's the Man

#### Pire coiffure à l'écran
- She's the Man – Amanda Bynes